# Стево С. Опачић
Стево Стевана Опачић (Голубић, код Книна, 17. април 1923 — Малић, код Љубушког, 22. фебруар 1943) био је учесник Народноослободилачке борбе и народни херој Југославије.

## Биографија
Рођен је 17. априла 1923. године у селу Голубићу код Книна, у сељачкој српској породици. После завршене основне школе ишао је у гимназију у Книну. Ту је 1939. године организовао штрајк, након чега је био ухапшен. Идуће године школу је наставио у Београду, где се укључио у револуционарни омладински покрет.
За време Априлског рата вратио се кући у Голубић и прикључио деловима Јадранске дивизије југословенске краљевске војске. Убрзо се вратио у родно место и одмах се укључио у припреме за оружану борбу. Када је на книнско подручје стигао злогласни усташа Јуцо Рукавина и покренуо терор и покољ над Србима и комунистима, Стево је пошао за Београд. Крајем године вратио се у Голубић. Од тада је његова кућа била окупљалиште антифашистичке омладине, која се супротстављала четницима попа Момчила Ђујића. У то време постао је члан Комунистичке партије Југославије.
Почетком априла 1942. године, морао је да напусти рад у селу, те је отишао у Книнску партизанску чету. Крајем истог месеца, четници су покушали да разбију ову јединицу, али је Стево то спречио. Средином јуна 1942. године формиран је Први далматински ударни батаљон, а Опачић је био постављен за командира омладинске чете. Са четом је учествовао у одбрани слободне територије од напада Италијана, четника и усташа на книнском Козјаку крајем јуна и на Динари од 10. до 14. јула 1942. године. Штаб Четврте оперативне зоне, 24. јула 1942. године, упутио га је на нижи официрски курс при Главном штабу НОП одреда Хрватске, којег је завршио с одличним успехом.
По формирању Прве далматинске бригаде, 6. септембра 1942. године, био је постављен за командира Треће чете Четвртог батаљона у којој је остао до почетка новембра, када је постављен за команданта Мосечког батаљона, који је средином месеца ушао у састав новоформиране Треће далматинске бригаде. Као командант батаљона, истакао се у нападу на усташе у Биском, 28. новембра 1942. године. Испланирао је и руководио заседом на путу Сплит-Омиш код Подстране у пределу Мутограс, 4. децембра 1942. године. Тада је са једном четом уништио два камиона италијанских фашиста, оставивши за особом 40 мртвих и рањених. Лично је са делом батаљона, 15. децембра 1942, сишао на пругу Сплит-Перковић, напао италијански блиндирани воз, сломио отпор Италијана, уништио локомотиву, порушио пругу и повукао се са јединицом без иједног губитка. Ноћу 20./21. децембра 1942. године, његов је батаљон у селу Зелову на падинама Свилаје био опкољен од јаких усташких снага, Стево је организовао пробој обруча и после дуже борбе натерао усташе на повлачење.
Средином јануара 1943. године, Трећи батаљон је у више наврата деловао на подручју Книнске крајине, у близини родног села, у борби против четника и Италијана. Почетком Четврте непријатељске офанзиве, Трећа далматинска бригада је била померена ка подручју Имотског. У одбрани тек ослобођене територије овог дела Далмације, 22. фебруара 1943. године, у борбама против усташа на Малић планини, Стево Опачић пао је погођен непријатељским метком.
Указом председника Федеративне Народне Републике Југославије Јосипа Броза Тита, 27. новембра 1953. године, проглашен је за народног хероја.